# キム・ジョンヒョン (1990年生の俳優)
キム・ジョンヒョン（朝: 김정현；金正賢、 英: Kim Jung Hyun, 1990年4月5日 – ）は、韓国の俳優。身長183cm。釜山広域市出身。所属は Story J Company（스토리제이컴퍼니）。

## 人物・来歴
1990年、釜山広域市に生まれる。高校時代、自ら演劇部を立ち上げ脚本も手掛けていた。
大学は韓国芸術総合学校演技科に進学し、その頃から映画にも出演する。
21歳の時に休学し、江原道第3歩兵師団に入隊し兵役を終える。
2015年、インディーズ映画『超人』で本格的に俳優デビューを果たすと、新人ながら高い演技力を見せ若手有望株として一目置かれる存在となる。
2016年、『嫉妬の化身〜恋の嵐は接近中〜』でドラマに初出演し、コン・ヒョジン演じるヒロインの弟役を演じ注目を集める。
2017年、デビュー2年にして『恋するレモネード』（新人登竜門のシリーズ）で地上波ドラマの主演に抜擢される。
デビューから休まずドラマや映画で飛躍を見せ順風満帆に見えたが、2018年8月、睡眠・摂食障害により出演中だったドラマ『時間』（ソヒョンと主演）から降板することを発表。
その後、治療に当たりながら1年5ヶ月ほど休業期間を経て、2019年にtvNドラマ『愛の不時着』の出演オファーを受け復帰を果たす。詐欺師でありながらも憎めないキャラクターのク・スンジュン役を演じるとソ・ダン（演：ソ・ジヘ）とのサイドラブストーリーでも人気を集め、さらに『愛の不時着』がNetflixを通じて世界的にもヒットしたことにより海外でも知名度を高める。
2020年、『愛の不時着』で共演したソ・ジヘ主演のドラマ『一緒に夕飯食べませんか？』にカメオ出演し、再共演を果たす。
10月31日には日本で初のファンミーティングをオンラインで開催し、日本のファンと交流するとともに愛の不時着OSTの「Someday」やSMAPの「らいおんハート」などの歌唱も披露した。
2020年から2021年にかけて時代劇ドラマ『哲仁王后〜俺がクイーン!?』で二つの顔を持つ李氏朝鮮の第25代王・哲宗を演じ主演を務めると、この作品もtvNドラマ歴代5位となる高い視聴率を記録する。
2021年4月、所属したO＆エンターテインメントと5月に契約満了となり文化倉庫に移籍することが報じられると、O＆エンターテインメント側が、2018年に体調不良で活動を休止してから復帰するまでの11ヶ月間、活動ができない状態だったため契約満了は6月になると主張し、文化倉庫への移籍が白紙となった。9月、Story J Companyに移籍した。

## 受賞歴
- 2016年「第20回釜山（プサン）国際映画祭」のデミョンカルチャーウェーブ賞受賞。
- 2017年『逆賊-民の英雄ホン・ギルドン-』でMBC演技大賞・男性新人賞を受賞。

## 主な出演作

### ドラマ
- 嫉妬の化身〜恋の嵐は接近中〜（2016年、SBS） - ピョ・チヨル役
- 逆賊-民の英雄ホン・ギルドン-（2017年、MBC） - モリ役
- ピング（朝鮮語版）（2017年、MBC） - コ・マンス役
- 恋するレモネード（朝鮮語版）（2017年、KBS） - ヒョン・テウン役
- ウラチャチャ My Love（朝鮮語版）（2018年、JTBC） - カン・ドング役
- 時間（朝鮮語版）（2018年、MBC） - チョン・スホ役[13][14]
- 愛の不時着（2019年-2020年、tvN） - ク・スンジュン役[15]
- 夕食、一緒に食べませんか?（2020年、MBC） - イ・ヨンドン役 ※特別出演[16]
- 哲仁王后〜俺がクイーン!?（2020年-2021年、tvN） - 哲宗役[17]
- コクドゥの季節（2023年、MBC） - コクドゥ／ト・ジヌ役[18]
- タリミファミリー（2024年-2025年、KBS）-ソ・ガンジュ役

### 映画
- わたしが一緒にいてあげる（2012年）
- あなた（2013年）
- オリエンテーション（2013年）
- 繊細な終わり（2013年）
- 殺人の始まり（2014年）
- 超人(2015年)
- 明日の時間（2016年)
- 見知らぬ別れの練習（2016年）
- 個人的だけど良い日（2016年）
- ワン・デイ 悲しみが消えるまで（2017年）
- 記憶に会う（2018年）
- 愛の旋律（2019年）
- 秘密（2023年）

## 広告
- 韓国大塚製薬（大塚製薬の韓国法人）（2018年-）
  - ウルオス（우르오스）（2020年4月-）
- パナソニックコリア　家庭用電化製品（2020年4月-）
  - 「LAMDASH」（2020年6月-）
  - 「Lumix S5」（2020年9月-）